# Джордж Армстронг Къстър
Джордж Армстронг Къстър (на английски: George Armstrong Custer) е американски военен, подполковник, а по време на Гражданската война – почетен генерал. Дж. А. Къстър е известен с действията си срещу американските индианци по време на войните за завоюване на Американския Запад. Сред индианците бил известен с различни имена; сиуксите го наричали Пахуска (Дългокосият), а кроу – Синът на Утринната Звезда.

## Биография
Дж. А. Къстър е роден в Ню Ръмли, Охайо, в семейство на потомци на немски емигранти.
През 1861 г. завършва военната академия Уест Пойнт и веднага е изпратен на фронта на току-що започналата Гражданска война. Благодарение на проявената храброст и решителност Къстър скоро е забелязан от командването на Съюза. През 1863 г. той е повишен в звание бригаден генерал от доброволческите части, а по-късно и до генерал-майор от редовната армия. По това време той е само на 23 г. и става най-младия генерал в армията на северните щати. След края на войната е назначен за командир на Седми кавалерийски полк със звание подполковник. През 1867 г. участва в кампанията на Хенкок срещу шайените и сиуксите. През същата година е изправен пред военен трибунал и отстранен от служба за самоволна отлъчка от форт Уолъс във форт Райли, където отива, за да се срещне с жена си Елизабет.
През септември 1868 г. Къстър отново е назначен на служба и под командването на ген. Филип Шеридан взема участие в зимната кампания срещу шайените и арапахо. На 27 ноември 1868 г. Къстър атакува лагера на стараещия се да поддържа мир с белите вожд Черния Котел на р. Уашита. Убити са 16 мъже и повече от 40 жени и деца, а 73 са пленени. Къстър заповядва да се избият намращите се в общ корал коне на индианците и няколкостотин коня са застреляни.
Привлечени от стрелбата, към лагера на Черния Котел се стичат воини от съседните шайенски, арапахски и кайовски лагери. Виждайки събиращите се по околните хълмове стотици индиански воини, Къстър се оттегля, изоставяйки изпратения в обход взвод на майор Дж. Елиът. Той, заедно със своите 19 войници е убит от разярените шайени. Загубите на Къстър общо са 22 убити и 17 ранени.
През лятото на 1873 г. начело на своя полк Къстър взема участие в правителствената изследователска експедиция в района на Йелоустоун, а през следващата година – в геоложка и картографска експедиция в Черните хълмове, Юж. Дакота. Съобщенията на Къстър карат мнозина да повярват, че в Черните хълмове има много злато. Тълпи от златотърсачи се устремяват натам, което веднага поражда конфликт с лакота (сиуксите), смятащи хълмовете за свещено място. Това довежда до войната от 1876 г.
По време на тази война на 25 юни 1876 г. Къстър атакува с полка си големия сиукско-шайенски лагер на р. Литъл Бигхорн. В това сражение Седма кавалерия е разгромена, а самия Къстър е убит.
Този разгром прави голямо впечатление на обществеността в САЩ и поражда една от американските исторически легенди – за неустрашимия ген. Къстър, „мъртвия лъв“ и неговата храбра Седма кавалерия. Къстър придобива огромна известност. За наго е написано повече, отколкото за всеки друг, воювал с индианците. Въпреки спорните му качества на командир, пропагандата го превръща в един от американските национални герои. Реалните му военни успехи обаче не могат да се сравняват със заслугите на други бойни офицери като ген. Джордж Крук, например.
Десетилетия по-късно, в средата на 20 в., образът на Къстър в масовото съзнание започва да се променя. За някои той се превръща в символ на геноцида над коренното население на Америка, за което немалка роля играят филми като „Малък Голям Човек“ и редица критични исторически съчинения.
През 1874 г. Джордж А. Къстър публикува мемоарната книга „Моят живот в Равнините“.